# 弗雷德里克·诺雷纳
弗雷德里克·诺雷纳（芬蘭語：Fredrik Norrena，1973年11月29日—），芬兰男子冰球运动员，场上位置是守门员。他曾代表芬兰国家队参加2006年冬季奥林匹克运动会冰球比赛，获得一枚银牌。